# Dust and Dreams
Dust and Dreams – album brytyjskiej grupy Camel wydany w 1991 roku. Płyta jest inspirowana powieścią Johna Steinbecka Grona gniewu. Książka opowiada o amerykańskiej rodzinie z Oklahomy migrującej do Kalifornii w trakcie wielkiego kryzysu. Można dostrzec pewne podobieństwa, albowiem Andrew Latimer pod koniec lat 80. również wyemigrował z Wielkiej Brytanii do Stanów Zjednoczonych. Płytę wydała Camel Productions, założona przez samego Latimera i jego partnerkę Susan Hoover po kłopotach z poprzednimi wytwórniami.
Całość muzyki napisał Andrew Latimer. Aranżację i teksty są autorstwa Susan Hoover.

## Lista utworów
1. "Dust Bowl" (1.54)
2. "Go West" (3.42)
3. "Dusted Out" (1.35)
4. "Mother Road" (4.15)
5. "Needles" (2.34)
6. "Rose of Sharon" (4.48)
7. "Milk n' Honey" (3.35)
8. "End of the Line" (6.52)
9. "Storm Clouds" (2.07)
10. "Cotton Camp" (2.55)
11. "Broken Banks" (0.35)
12. "Sheet Rain" (2.15)
13. "Whispers" (0.52)
14. "Little Rivers and Little Rose" (1.57)
15. "Hopeless Anger" (4.56)
16. "Whisper in the Rain" (2.57)

## Muzycy
- Andrew Latimer – gitara, flet, instrumenty klawiszowe, śpiew
- Colin Bass – gitara basowa
- Ton Scherpenzeel – instrumenty klawiszowe
- Paul Burgess – perkusja
- David Paton – śpiew
- Mae McKenna - śpiew
- Christopher Bock - perkusja
- Don Harriss - instrumenty klawiszowe
- Neil Panton - obój
- Kim Venaas - harmonijka
- John Burton - róg